# Gazdaságpszichológia
A gazdaságpszichológia „azoknak a pszichikus jelenségeknek a tudománya, amelyek nem egyszerűen kísérnek gazdasági folyamatokat, hanem – rontó vagy javító – hatótényezőként részt is vesznek bennük”.
Arra a kérdésre igyekszik választ adni, hogy a gazdaság hogyan befolyásolja a személyiséget, és gazdaság által befolyásolt személyiség hogyan hat vissza a gazdaságra.

## Történelmi áttekintés
Magyari Beck István leszögezi, hogy történelmileg nézve a gazdaságpszichológia az óta létezik, amióta az ember gazdálkodik, mert a gazdaság végső soron emberek műve és a gazdasági folyamatokat lehetetlen megérteni az emberek megértése nélkül. Ez az oka annak, hogy a gazdaságtudományi szakirodalom már születésének kezdete óta telítve van pszichológiai szakkifejezésekkel. Ilyenek a szükséglet, a kielégülés, az élvezet és a kalkuláció. Még a munka is pszichológiai kifejezés, olyan értelemben, hogy a munkavégzés én-erő, akarat és motiváció nélkül elképzelhetetlen. Másfelől viszont az ember is fölfoghatatlanná válik, ha eltekintünk a gazdasági életben tanúsított viselkedésétől. Magyari Beck kifejti továbbá, hogy a pszichológia óvatosabbnak bizonyult a közgazdaságtannal, mint a közgazdaságtan a pszichológiával szemben, mert amíg a közgazdaságtan képtelen volt elkerülni a pszichológiai kifejezéseket, s az egyetlen, amit a „pszichologizálás” ellen tehetett az volt, hogy a kénytelen-kelletlen adaptált pszichológiai kifejezéseket, amelyeket aztán önkényes tartalommal telítve használt. A pszichológia viszont a gazdasági életet, mint túl bonyolult, számára sokáig nem kezelhető régiónak tekintette, s csak nagy ritkán gondolt rá. Gazdaságpszichológiai kutatástól pedig ennek megfelelően hosszú ideig tartózkodott.

## Az áttörés: A gazdaságpszichológia tudományos művelése
Az áttörés a francia Gabriel Tarde(fr) (1843–1904)(Gabriel Tarde gazdaságpszichológiája) nevéhez fűződik.  Tarde eredetileg jogász, kriminológus, szociológus és szociálpszichológus volt. Nem csak nála, hanem a gazdaságpszichológiát művelők életrajzának áttekintése során is feltűnhet a gazdaságtudományi előképzettség, vagy a pszichológiai vagy mind kettő hiánya. Tarde szociálpszichológia ismereteit hasznosítva jut el a gazdaságpszichológia tudományos műveléséhez és 1902-ben megszületik a La Psychologie Économique (A gazdaságpszichológia)című könyve és egyben a gazdaságpszichológia mint tudomány.
Tarde után megindult a kutatási lavina, amelyben a magyarországi és emigrált magyar tudósok is nagy szerepet vállaltak. A gazdaságpszichológia magyarországi művelőinek jelentős köre a többször nevet változtatott mai Corvinus Egyetemen, hosszú ideig a közgazdászképzés egyetlen fellegvárában, jött létre. Ehhez a körhöz tartoznak Kindler József (1929), Garai László (1935), Magyari-Beck István (1941) és Zsolnai László (1958) Ehhez a körhöz csatlakozott 1991-ben az emigrációból, Ausztriából hazatért Menyhay Imre (1931), aki 1996-ig öt éven keresztül Magyari-Beck Istvánnal párhuzamosan tanította az általa kifejlesztett pszichoanalitikus – a mélylélektannal megalapozott – gazdaságpszichológiát, amelyet 2004-ig több magyarországi felsőoktatási intézményben is oktatott.
A névsor korántsem teljes. Ha figyelembe vesszük azt, hogy mind Magyarországon, mind külföldön nagyon sok gazdaságpszichológia jellegű mű született, amelyek érdemleges méltatása egy behatárolt terjedelmű cikkben nem lehetséges, akkor érthetővé válik, hogy a teljesség igényéről le kell mondani. Viszont mindenképpen érdemes ebben, a terjedelmében korlátozott cikkben, rámutatni arra, hogy kiváló gazdaságpszichológiai munkák születtek a nélkül, hogy ezek íróit gazdaságpszichológusnak minősítették volna. Ezek közé tartozik mindenki előtt Erich Fromm (1900–1980) filozófus, szociálpszichológus, pszichoanalitikus humanista és André Kostolany (Kosztolányi Endre, 1906–1999) tőzsdeguru és spekuláns. Erich Fromm mindenekelőtt a Haben oder Sein – Die seelischen Grundlagen einer neuen Gesellschaft (München dtv.1979) (Birtokolni vagy létezni – Egy új társadalom alapvetése, Akadémiai Kiadó 1994) című könyvével szerzett különleges érdemeket a gazdaságpszichológia fejlesztésében. Hogy Erich Fromm gazdaságpszichológiai méltatása eddig elmaradt, feltételezhetően arra vezethető vissza, hogy a birtoklás és a létezés kérdéseit nem lehet mérni és nem lehet a mérés eredményeiből kimutatásokat szerkeszteni. André Kostolany pedig Kostolanys Börsenpsychologie (Wilchelm Heyne Verlag – München, 1991.) című könyvével szerezhetett volna elismerést, mint gazdaságpszichológus, ha az empirikus fetisizmus nem állt volna ennek útjában. Különösen a könyv Albert Einsteintől idézett alcíme jelentős a gazdaságpszichológia számára, mert ez a pszichológia irracionális jellegét emeli ki: „Phantasi ist wichtiger als Wissen.” ("A fantázia fontosabb mint a tudás") A gazdaságpszichológia fogalomrendszerében ez azt jelenti, hogy a pszichológiában az érzelem fontosabb, mint az argumentáció, a tudományos ismeretszerzés szempontjából pedig azt, hogy a fantázia, az intuició, az inspiráció, a megérzés is vezethet tudományos felismerésekhez, ha ezeket utólag a gyakorlat igazolja, különben fennáll a veszélye annak, hogy neurotikus vagy pszichotikus fantáziák gorombán elvezetnek a valóságtól, mint ahogy ez a vallási vagy politikai ideológiákban tapasztalható.
Magyar Beck írja, hogy nincs egyetértés a tekintetben, hogy ki a gazdaságpszichológia megalapítója. A franciák Tardénak adják a babért, a németek hol Hugo Münsterberget, hol az Osztrák Magyar Monarchiából származó George Katonát  emlegetik a gazdaságpszichológia atyjaként. Az utóbbihoz az amerikai tudós társaság is lelkesen csatlakozik.
A tények alapján megállapítható, hogy vannak tudósok, akik az első lépéseket megtették a tudományos gazdaságpszichológia felé és van egy, amelyik ezek közül az első volt. Az úttörőket veteránoknak is nevezhetjük. Ezek születési évük sorrendjében és az első jelentősebb gazdaságpszichológiai munkájuk figyelembevételével (dőlt évszámmal) a következők: 1. Gabriel Tarde (1843) (1902); 2. Hugo Münsterberg (1863) (1912) 3. George Katona (1901) (1942). Ha ezt az áttekintési módot a magyarországi Corvinus Egyetemi körhöz tartozó tudósokra alkalmazzuk, akkor a következő sorrendet láthatjuk: 1. Kindler József (1929) (1974); 2. Menyhay Imre (1931) (1985); 3. Garai László (1935) (1997); Magyari Beck István (1941) (1976); Zsolnai László (1958) (2000)
Az 1843-as születésű Gabriel Tarde gazdaságpszichológiai műve 1902-ben jelent meg, az 1863-as születésű Münsterberg-é pedig 1912-ben, az 1901-es születésű George Katonáé 1942-ben. Ezek szerint Gabriel Tarde a gazdaságpszichológia atyja, de kétségtelenül Münsterberg és Katona is ott található az alapítók – a veteránok – között. A gazdaságpszichológia atyja azonban egyértelműen Gabriel Tarde. Ebből egyben az is kitűnik, hogy a huszadik században, különösen ennek második harmadának közelében született magyar vagy bármilyen nemzetiségű tudósok nem vehetik igénybe azt, hogy a gazdaságpszichológia alapítói közé sorolják vagy soroltassák magukat.

## A gazdaságpszichológia tudományos művelésének okai
A gazdaságpszichológia műveléséhez nagyban hozzájárult, hogy a gazdasági folyamatok permanens döntéshozatalra vannak utalva. A döntések során fellépő pszichikus feszültségek, az érvek és ellenérvek – illetve a döntéshozó pszichikus teherbíró-képessége – frusztrációs toleranciája (csalódásokat elviselő képessége) – központi szerepet játszik a döntés minőségét illetően, ami a dolog természetéből adódóan befolyásolja a gazdálkodás eredményességét. A gazdaságpszichológia eredeti központi témája tehát szorosan összefüggött a döntéselmélettel – a profitorientált minőségi döntéshozatal pszichológiai hátterének vizsgálatával, amelyek olykor valószínűségszámítási kérdésekkel egészültek ki.

## A gazdaságpszichológia fogalma
A gazdaságpszichológia témákra szakadása ellenére általánosíthatunk és mondhatjuk, hogy a gazdaságpszichológia „pszichikus jelenségeknek a tudománya, amelyek nem egyszerűen kísérnek gazdasági folyamatokat, hanem – rontó vagy javító – hatótényezőként részt is vesznek bennük. A gazdaság történéseinek felismerése vagy fel nem ismerése, derűlátó vagy borúlátó értelmezése, bizalom kölcsönzése vagy megvonása, pszichológiai teljesítmény, amelyből olyan gazdasági magatartás fakadhat, mely viszont már a reálgazdaságnak lehet kárára vagy hasznára – ilyen viszonyok belátásából született meg a gazdaságpszichológia.”  Persze, a felsorolt és a hasonló pszichikus jelenségek befolyásolják a döntést, a döntés minőségét és a profitszerzés esélyét.
A pszichoanalitikus gazdaságpszichológia a fenti gazdaságpszichológia-fogalmon túlmenően arra a kérdésre igyekszik választ adni, hogy a gazdaság hogyan befolyásolja a személyiséget, és gazdaság által befolyásolt személyiség hogyan hat vissza gazdaságra. Ennek a szemléletnek az elsődleges célja tehát nem a direkte profitmaximalizálás lehetőségének keresése a psziché sajátosságainak ismeretében, hanem a személyiségképzés, amely indirekt módon, a személyiség minőségén keresztül hat a gazdálkodás eredményességére, a személyiség minőségét viszont a gazdálkodás alapelvei – a kultúra és ezen belül a gazdálkodásetika – valamint a gazdálkodásban átélt praxis – a vezetési stílus – lényegesen befolyásolják.Ez a szemlélet elsősorban azokban a felsőoktatási intézményekben talált talajra, amelyekben a pszichoanalitikus gazdaságpszichológia alkotója oktatott. Például a Budapesti Gazdasági Főiskola tájékoztatója a gazdaságpszichológia oktatásának célját már abban látja, hogy a hallgatókkal megismertessék: „az emberek gondolatai, érzelmei, és viselkedése hogyan hat a gazdasági folyamatokra, illetve a gazdasági folyamatok hogyan befolyásolják az ember lelki életét.”

## Problémái

### A teória hiánya
A gazdaságpszichológia témaköre nagyjából alig több mint egy évszázados fejlődése során alaposan kibővült, olyformán, hogy ez a gazdasági jellegű döntéseket befolyásoló tényezők lehetőleg legszélesebb körét érintse. Ez azzal járt, hogy az aktuális gazdasági érdekeket érintő témák empirikus vizsgálata vagy filozófiai megközelítése került a gazdaságpszichológia fejlesztésének középpontjába, ami az egységes teóriaképzést gátolta.
George Katona nyomdokában
a francia Pierre Louis Reynaud (1908–1981) elsősorban makrogazdasági folyamatok vizsgálatával járult hozzá gazdaságpszichológia fejlesztéséhez és Katonával egyetemben hangsúlyozta a teóriaképzés fontosságát. Reynaud a gazdaságpszichológia jellegét áruház-karakter jelzővel minősítette, értve alatta az egységes teória hiányát illetve a gazdaságpszichológia elaprózását, témákra szakadását. A gazdasági érdekek, a pillanatnyi profitérdek elsődlegessége határozta meg a gazdaságpszichológia ilyen jellegű fejlődési irányát.

### A gazdaságpszichológusok előképzettsége
Ha elfogadjuk Magyari Beck István meghatározását,  hogy a gazdaságpszichológia „a közgazdaságtan és a pszichológia házasságból született”, akkor a művelői csak akkor tudnak teljes értékű eredményeket felmutatni, ha legalább ebből a két tudományos diszciplínából szakmai végzettséggel rendelkeznek. A gazdaságpszichológia művelőiről általában elmondhatjuk, hogy ezek zöme nem a közgazdászok és pszichológusok köréből került ki, arról nem is szólva, hogy a közgazdászok, mint a racionalizmus hívei, idegenkednek a pszichológia irracionális, érzelmi alapú megközelítésétől A gazdaságtudományok a gazdasági racionalizmuson és a gazdasági maximalizáció elvén nyugszanak, a pszichikus folyamatok pedig az irracionális – logikával többnyire nem követhető – jelenségek szintjén. A pszichológiai (irracionális) jelenségek mozgatórugói mögött az érzelmek állnak, amelyeket logikus érveléssel aligha lehet befolyásolni. Ilyenek például a szimpátia, antipátia, szeretet, önfeláldozás, gyűlölet, harag, egoizmus, birtoklásvágy, stb. A gazdasági racionalizmus, a gazdasági maximalizáció és az irracionális pszichológiai folyamatok között nagy a szakadék. Ez lehet a magyarázata annak, hogy a gazdaságpszichológusok zöme elsősorban nem a közgazdászok köréből került ki. Kirívó és példamutató kivétel lehet Scitovsky Tibor munkássága.
A gazdaságpszichológusok között találunk orvosi, jogászi, pszichológiai, filozófiai, közgazdászi, szociológiai és szociálpszichológiai alapképzettséggel rendelkező gazdaságpszichológusokat, akiknél a gazdaság párosítása a pszichológiaival hiányzik. Ebben az esetben két lehetőség adódik: a továbbtanulás, vagy a hiányzó tudás filozófiai áthidalása. A filozófiai áthidalás Tarde óta tradícióvá vált. 
A pedagógusok – pedagógiai pszichológia képzettségük alapján – könnyebben birkóznak meg a pszichológia problémákkal, mint a más tudományterületről érkezők, de a gazdaságtudományokban való jártasságot ezzel nem lehet pótolni. A pszichológiai alapképzés hiányát a szociológusok és szociálpszichológusok is könnyebben áthidalják, mint mások, mert a szociológia és a szociálpszichológia inkább alkalmas a gazdálkodás emberközi kapcsolatinak vizsgálatára, mint az individuális pszichológia. Ez magyarázhatja azt, hogy a pszichológia gazdasági vonatkozásaival, és fordítva, a gazdálkodás pszichológiai vonatkozásaival, miért először a szociológusok és szociálpszichológusok foglalkoztak behatóbban, annak ellenére, hogy a döntéselméletben kulcsszerepet játszó énminőség és ennek ismertető jegyei, a frusztrációs tolerancia – a csalódásokat elviselő képesség – foka, az agressziós készség és a pozitívönkép-szükséglet mértéke az individuális pszichológia illetékességét inkább érinti. Az én minőségétől függ az egyén és a társadalom egészsége, s mi több, a gazdálkodás minősége is, mert minél erősebb az én, annál magasabb a frusztrációs tolerancia (az osztozásra való hajlandóság), annál kisebb az agressziós készség (a "rámenősség" profitszerzés során) és annál mérsékeltebb a pozitívönkép-szükséglet (a neurotikus becsvágy haszonorientáltsága). Ez a tézis a pszichoanalitikus gazdaságpszichológia egyik sarkalatos pontja.

## A gazdaságpszichológia témái
Gazdaságpszichológiai írások gyakran a következő témákkal foglalkoznak. Gazdasági viselkedés paradigmái, reklám, kockázat, hazardírozás, fogyasztás és tömegfogyasztás, vásárlói szokások, fogyasztói és befektetői magatartások, tradíciók, motivációk, vásárlói befolyásolhatóság, szabadidő funkciói, a szabadidő ipar, emberi erőforrások, beruházások, szegénység és gazdagság, gazdasági bűnözés, gazdálkodás etika, mentalitások, vezetés és vezetési stílusok, kreativitás, a munka jelentősége, munkanélküliség, gazdasági válság, pénzügyi és a pszichikus válság. Gyakran esik szó, szervezés-, munka-, vezetés- és fináncpszichológiáról, valamint piacgazdaság pszichológiájáról.
Gazdaságpszichológiát oktatók gyakran szerkesztett könyvekből – idegen szerzők által írt szemelvények összeállításából – és egyetemi jegyzetekből tanítanak. A tudományos utánpótlást jelentő docensek között inkább találhatók azok, akik más utat járnak. Ehhez a körhöz tartozik pl. Komor Levente, a Szent István Egyetem, Huff Endre Béla, a Szolnoki Főiskola, és Kocsis Tamás, a Corvinus Egyetem oktatója.